# Mosco Carner
Mosco Carner (Vienna, 1904 – Stratton, 1985) è stato un direttore d'orchestra, musicologo e critico musicale austriaco particolarmente noto per i suoi studi sulla vita e le opere dei compositori Giacomo Puccini e Alban Berg.

## Biografia
Nato a Vienna da Rudolf e Selma Cohen, Carner studiò al Conservatorio di Vienna e all'Università di Vienna, dove studiò musicologia con Guido Adler. Qui conseguì il dottorato nel 1928, con una dissertazione sulla forma-sonata nelle opere di Robert Schumann. Lavorò poi come direttore d'opera a Opava (oggi nella Repubblica Ceca) dal 1929 al 1930 e nella Città Libera di Danzica dal 1930 al 1933. Nel 1933 si stabilì a Londra (usando un visto turistico per arrivarci). A Londra ha inizialmente lavorato come direttore ospite per la Royal Philharmonic Orchestra, la BBC Symphony Orchestra e la London Symphony Orchestra e come corrispondente musicale freelance per diversi giornali dell'Europa continentale. Per un breve periodo nel 1948 fu direttore ospite dell'Orchestra Sinfonica della Radio Éireann. Divenne critico musicale per la rivista britannica Time and Tide (1949-1962) e il London Evening News (1957-1961). Era anche un assiduo collaboratore del The Times e del Daily Telegraph. Negli anni Cinquanta scrisse una rubrica musicale per ArtReview, poi intitolata Art News and Review.
Come molti musicisti emigrati dell'epoca, Carner fu internato come "enemy alien" nel 1939. Un anno dopo divenne cittadino britannico naturalizzato e nel 1944 sposò la compositrice e pianista Helen Lucas Pyke (1905–1954). Negli anni Quaranta iniziò anche a pubblicare articoli accademici e monografie, in particolare il volume 2 di A Study of Twentieth-Century Harmony nel 1944 (il volume 1 è stato scritto da René Lenormand). Nel 1958 pubblicò una delle sue opere più importanti, Puccini: una biografia critica. Il libro era dedicato alla memoria di sua moglie Helen, morta quattro anni prima. Tradotto in diverse lingue e pubblicato in più edizioni (l'ultima edizione rivista è stata pubblicata postuma nel 1992), è stato descritto da Stanley Sadie nell'edizione del 2001 del New Grove Dictionary of Music and Musicians come "a lungo considerato il più importante libro su Puccini in inglese". Carner ha anche curato un volume di lettere di Puccini e ha scritto due volumi sulle opere di Puccini per la serie Cambridge Opera Handbooks, Madame Butterfly (1979) e Tosca (1985). Un'altra opera chiave di Carner è stata Alban Berg: the Man and his Work del 1975. Carner pubblicò anche due raccolte di saggi e recensioni, Of Men and Music (1944) e Major and Minor (1980).
Mosco Carner morì di infarto all'età di 80 anni mentre era in vacanza a Stratton, in Cornovaglia. Gli sopravvisse la sua seconda moglie, Hazel Carner (nata Sebag-Montefiore), che aveva sposato nel 1976. Hazel Carner ha scritto la prefazione e ha contribuito a preparare la terza edizione di Puccini: una biografia critica che contiene le revisioni e le aggiunte che Carner aveva lasciato al momento della sua morte.

## Opere
- "The Church Music" in Antonin Dvořák: his Achievement, V. Fischl (ed.), Lindsay Drummond, 1942
- A Study of Twentieth-Century Harmony, Vol. 2, Joseph Williams, 1944
- Of Men and Music, Joseph Williams, 1944
- The Waltz (Vol. 5 of The World of Music), Parrish, 1948
- "Béla Bartók" in The Concerto, Ralph Hill (ed.), Pelican Press, 1952
- "Béla Bartók" in Chamber Music, A. Robertson (ed.), The White Friars Press. 1957
- Puccini: a Critical Biography, Gerald Duckworth, 1958; seconda edizione, Holmes & Meier, 1974; terza edizione, Holmes & Meier, 1992
- "The Mass from Rossini to Dvořák c.1835–1900" in Choral Music, A. Jacobs (ed.), Pelican Press, 1963
- "Music in the Mainland of Europe: 1918–1939" in New Oxford History of Music, Martin Cooper (ed.), Oxford University Press, 1974
- Letters of Giacomo Puccini (come editore), Harrap, 1974
- Alban Berg: the Man and his Work, Gerald Duckworth, 1975
- Major and Minor, Gerald Duckworth, 1980
- Hugo Wolf Songs, University of Washington Press, 1983
- Giacomo Puccini: Tosca, Cambridge University Press, 1985